# Zespół dworski w Boleniu
Zespół dworski w Boleniu – zespół dworski znajdujący się w Boleniu (sołectwo Bosutów-Boleń), w gminie Zielonki, w powiecie krakowskim.

## Historia
W skład zespołu dworskiego wybudowanego na początku lat 90. XIX wieku wchodzi: dwór, budynek gospodarczy oraz ogród. Obiekty zostały wpisane do rejestru zabytków nieruchomych województwa małopolskiego. Przed 1890 rokiem wieś należała do Karola Starzeńskiego, a potem do Heleny Unierzyskiej. Dom wybudowany przez Jana Matejkę dla córki Heleny i jej męża malarza Józefa Unierzyskiego, którzy po ślubie w nim zamieszkali.

## Architektura
Budynek murowany, parterowy nakryty dachem czterospadowym z kwadratową w przekroju, piętrową wieżą nakrytą dachem wieżowym z nieistniejącym już wiatrowskazem. W 1938 roku dobudowano garaż. 
W budowli można dostrzec elementy pseudoobronne:
- wieża zwieńczona niby gankiem wspartym na konsolowym gzymsie z wąskimi okienkami;
- w jednym narożniku nadwieszona „wieżyczka-strzelnica”[2].